# 福島県立岩瀬農業高等学校
福島県立岩瀬農業高等学校（ふくしまけんりついわせのうぎょうこうとうがっこう）は、福島県岩瀬郡鏡石町に所在する県立高校。

## 概要
通称「岩農（がんのう）」。他に同じ通称である学校としては北海道岩見沢農業高等学校のケースがある。福島県の中通り中部地区では唯一の農業高校である。近くに岩瀬牧場があり、春になると同校と牧場の間に桜並木が続く。また、オランダのホウテン農業高校と様々な交流をしている。
2019年11月現在、農産物の安全性や環境保全、労働安全などの国際認証であるグローバルＧＡＰの認証品目が11品目となってなり、高校としては日本一となっている。

## 学科
生物生産科、園芸科学科、ヒューマンサービス科、食品科学科、アグリビジネス科、環境工学科の6つの学科があり、生徒募集定員は各学科40人となっている。
2年次から、生物生産科は植物科学と動物科学、園芸科学科は園芸生産とバイテク、ヒューマンサービス科は園芸デザインと園芸福祉、食品科学科は食品製造と食品衛生、アグリビジネス科は食品流通と生産情報、環境工学科は農業土木と環境緑化の各コースに分かれて学習する。

## 沿革
- 1908年 - 西白河郡農学校として、西白河郡白河町で創立。
- 1913年 - 県へ移管、福島県農学校に校名改称。
- 1922年4月 - 福島県立岩瀬農学校に校名改称し、岩瀬郡須賀川町に移転。
- 1948年4月 - 学制改革に伴い、福島県立岩瀬農業高等学校となる。定時制課程を併設する。
- 1948年 - 長沼分校を開設。
- 1955年 - 夜間定時制課程が福島県立須賀川第二高等学校（後の福島県立あさか開成高等学校須賀川校舎）として分離。
- 1972年 - 長沼分校を福島県立須賀川高等学校へ移管する。
- 1975年 - 須賀川市から鏡石町の現所在地へ移転完了する。
- 2003年4月1日 - 学科改変。
- 2018年 - 創立111周年を迎えた。
- 2018年 - コメ、キュウリ、リンゴ、レタス、ミズナ、バジルの6品目でグローバルＧＡＰ認証取得。福島県内の農業高校としては初。
- 2019年 - サツマイモ、ナシ、ジャガイモ、メロン、ダイコンの5品目もグローバルＧＡＰ認証取得。11品目の認証取得は日本一。

## 進路概況
就職希望者が多く、2018年度の就職希望者の就職率は100％となっている。
2023年度、福島大学食農学類に2名の合格者を出した。

## 部活動
1970年の全国高等学校軟式野球選手権大会にて軟式野球部が優勝した。また、2016年には第50回全日本高等学校馬術競技大会（インターハイ）で優勝し、全国制覇を成し遂げたほか、2019年も第3位となっている。

## 交通
- JR東北本線須賀川駅・鏡石駅より福島交通バス岩農行きバス利用終点下車

## 著名な出身者
- 伊藤久男（歌手）
- 添田増太郎（元福島県議会議長、元自民党参議院議員）
- 遠藤純男（柔道家）
- 木野内高（元競輪選手）
- 須藤稚明（元女子競輪選手）
- 植田英一（元福島県議会議長、元全国都道府県議会議長会会長）